# Liber Monstrorum
Liber Monstrorum är en anglo-latinsk katalog över fantastiska varelser från sent 600-tal eller tidigt 700-tal, som kan ha samband med den anglosaxiska forskaren Aldhelm. Den studeras ofta i samband med den mera kända texten Beowulf eftersom den också nämner Hygelac, kung över götarna.